# Itame subvalida
Itame subvalida là một loài bướm đêm trong họ Geometridae.